# Трімбл (округ, Кентуккі)
Шаблон:StateAbbr_ 38°36′ пн. ш. 85°20′ зх. д. / 38.6° пн. ш. 85.34° зх. д.
Округ  Трімбл (англ. Trimble County) — округ (графство) у штаті  Кентуккі, США. Ідентифікатор округу 21223.

## Історія
Округ утворений 1837 року.

## Демографія
За даними перепису 
2000 року 
загальне населення округу становило 8125 осіб, зокрема міського населення було 487, а сільського — 7638.
Серед мешканців округу чоловіків було 3996, а жінок — 4129. В окрузі було 3137 домогосподарств, 2297 родин, які мешкали в 3437 будинках.
Середній розмір родини становив 3.
Віковий розподіл населення поданий у таблиці:
| Стать    | До 15 років | 15-21 | 22-29 | 30-39 | 40-49 | 50-65 | 65-85 | Понад 85 |
| -------- | ----------- | ----- | ----- | ----- | ----- | ----- | ----- | -------- |
| Чоловіки | 911         | 365   | 396   | 643   | 614   | 676   | 351   | 40       |
| Жінки    | 891         | 344   | 425   | 647   | 628   | 659   | 457   | 78       |

## Суміжні округи
- Керролл — схід
- Генрі — південний схід
- Олдем — південний захід
- Кларк, Індіана — захід
- Джефферсон, Індіана — північний захід

## Виноски
1. ↑  U.S. Decennial Census. United States Census Bureau. Архів оригіналу за 12 травня 2015. Процитовано 20 серпня 2014.
2. ↑  Historical Census Browser. University of Virginia Library. Архів оригіналу за 11 серпня 2012. Процитовано 20 серпня 2014.
3. ↑  Population of Counties by Decennial Census: 1900 to 1990. United States Census Bureau. Архів оригіналу за 13 жовтня 2014. Процитовано 20 серпня 2014.
4. ↑  Census 2000 PHC-T-4. Ranking Tables for Counties: 1990 and 2000 (PDF). United States Census Bureau. Архів оригіналу (PDF) за 18 грудня 2014. Процитовано 20 серпня 2014.
5. ↑  State & County QuickFacts. United States Census Bureau. Архів оригіналу за 17 грудня 2015. Процитовано 6 березня 2014.(англ.) Наведено за англійською вікіпедією.
6. ↑  American FactFinder. Бюро перепису населення США. Архів оригіналу за 26 лютого 2012. Процитовано 31 січня 2008. [Архівовано 2008-05-21 у Wayback Machine.]

| США | Це незавершена стаття з географії США. Ви можете допомогти проєкту, виправивши або дописавши її. |